# Сукута-Пасу, Ричард
Ричард Сукута-Пасу (нем. Richard Sukuta-Pasu; родился 24 июня 1990 года, Вупперталь) — немецкий футболист, нападающий датского клуба «Вайле». Играл за различные молодёжные сборные Германии.

## Карьера
Сукута-Пасу начал свою карьеру летом 1998 года в своем родном городе Вупперталь в команде «Грюн-Вайс». Затем, в июне 2000 года, его приметил клуб Бундеслиги «Байер 04». Он играл в «Байере» в нескольких молодёжных командах и был зачислен в резервную команду летом 2008 года. С октября 2008 года он также был частью основной команды «Байера», играющей в Бундеслиге, и сыграл первые четыре матча в высшем дивизионе страны в сезоне 2008/09. В декабре 2009 года он был отправлен в аренду в клуб второй Бундеслиги «Санкт-Паули», сроком до 30 июня 2011 года.
В сезоне 2018/19 Ричард Сукута-Пасу подписал контракт с клубом Второй Бундеслиги «Дуйсбургом» до 2020 года.